# بیکن پیمیل
بیکن پیمیل (انگلیسی: Peameal bacon) که با نام‌هایی چون «بیکن آرد ذرت» و «بیکن کانادایی» هم شناخته می‌شود، نوعی بیکن غیردودی است که از گوشتِ گُردهٔ خوک (گوشتِ ناحیهٔ بالای قفسه سینه خوک) که آغشته به آرت ذرت شده است، تهیه می‌شود.
این غذا نخستین بار توسط یک شرکت فرآوری و توزیع گوشت خوک در تورنتو به نام «شرکت ویلیام دیویس» عرضه شد و ساندویچ آن، اینک یکی از خوراکی‌های مشهوری است که در «سنت لارنس مارکت» (بازارچهٔ سنت لارنس) در تورنتو عرضه می‌شود.